# Ernestia karuruana
Ernestia karuruana är en tvåhjärtbladig växtart som beskrevs av John Julius Wurdack. Ernestia karuruana ingår i släktet Ernestia och familjen Melastomataceae. Inga underarter finns listade i Catalogue of Life.